# 長瀬誠造
長瀬 誠造（ながせ せいぞう、1916年5月1日 - 1982年1月6日）は、日本の経営者。長瀬産業社長を務めた。

## 経歴・人物
ロンドンで出生。1938年に長瀬産業監査役に就任し、1943年に立命館大学法学部法文学科を卒業。
1945年に取締役に就任し、1947年に常務、1951年に専務、1962年に副社長を経て、1968年5月に社長に就任。
1982年1月6日心不全のために死去。65歳没。